# フデリック
フデリック（Fderîck）は、モーリタニア北部の町。ティリス・ゼムール州に属する。サハラ砂漠の只中にあり、非常に乾燥した土地であるが、フデリックには鉄鉱石の大鉱山があり、ここから産出される鉄鉱石はモーリタニア経済の柱となっている。

## 交通

### 鉄道
また、近郊のズエラットから港町・ヌアディブまで走るモーリタニア鉄道が通っており、フデリックで産出された鉄鉱石を積んで走る貨物列車は世界一の長さを誇る。